# نعيمة المشرقي
نعيمة المشرقي (11 يوليو 1943 – 5 أكتوبر 2024) هي ممثلة مغربية، تعتبر واحدة من أبرز رموز السينما والمسرح والتلفزيون في المغرب. وإلى جانب شهرتها في عالم الفن سبق أن عينت سفيرة للنوايا الحسنة لدى اليونيسف، ومستشارة للمرصد الوطني لحقوق الطفل، ورئيسة مساعدة في النقابة الوطنية لمحترفي المسرح.
شاركت في عدة أفلام تلفزيونية مثل علال القلدة، وتسقط الخيل تباعا، وأفلام سينمائية مثل البحث عن زوج امرأتي، وعرس الدم.
كما تميزت في المجال الدرامي من خلال أدائها لعدة شخصيات مميزة في مجموعة من المسلسلات التلفزيونية على غرار أولاد الناس.

## مسيرتها
وُلدت في 11 يوليو 1943 بمدينة الدار البيضاء، أبانت عن موهبة متميزة في المسرح من خلال عدة مسرحيات مع أشهر الفرق المسرحية بالمملكة: فرقة المعمورة، بساتين، مسرح الأنس، وفرقة الإذاعة والتلفزة المغربية؛ وحصلت خلال مهرجان الإذاعات العربية بالقاهرة سنة 1998 على جائزة أحسن أداء صوتي في مسلسل «أمينة». دأبت الفنانة نعيمة المشرقي، وابتداء من 1964، على الظهور على شاشة التلفزة من خلال البرامج والمسلسلات. قامت بأداء أول دور نسائي في سلسلة «عائلة رام دام»، كما سطع نجمها في السينما بالمشاركة في أزيد من 20 فيلما مطولا إيطاليا أو فرنسيا، فضلا عن العديد من الأفلام القصيرة والمطولة المغربية مثل «عرس الدم»، «فاتن»، «معركة الملوك الثلاثة»، «لالة حبي»، أو «زقاق السنونو». نعيمة المشرقي هي أيضا سفيرة النوايا الحسنة لدى اليونسيف، مستشارة للمرصد الوطني لحقوق الطفل، ورئيسة مساعدة بالنقابة الوطنية لمحترفي المسرح.

## أعمالها

### أفلام
- فيلم: خريف التفاح (2020).
- فيلم: البركة فراسك (2019).
- فيلم: التكريم (2019).
- فيلم: كيليكيس دوار البوم (2018).
- فيلم: الوالدين (فيلم مغربي) (2017).
- فيلم: حياة في الوحل (2012).
- فيلم: ثمن الرحيل (2003).
- فيلم: علال القلدة (فيلم) (2003).
- فيلم: وبعد (2002).
- فيلم: تسقط الخيل تباعا (فيلم) (2002).
- فيلم: للا حبي (فيلم) (1996).
- آخر طلقة (فيلم) (1995).
- البحث عن زوج امرأتي (فيلم) (1993).
- طبول النار (فيلم مغربي) (1993).
- باديس (فيلم) (1989).
- عرس الدم (فيلم) (1977).
- فيلم: (1963) «Casablanca, Nest of Spies».

### مسلسلات
- الناس لملاح (مسلسل) (2024).
- سوق الدلالة (مسلسل) (2021).
- الغريبة (مسلسل مغربي) (2020).
- الزعيمة (2019).
- دار الضمانة (مسلسل) (2016).
- الغالية (مسلسل مغربي) (2014).
- بنات لالة منانة (مسلسل) (2012).
- أولاد الناس (مسلسل مغربي) (1999).
- الساس (مسلسل مغربي) (1998).

### المسرح
- ديوان سيدي عبد الرحمن المجذوب (مسرحية) (1967).

## الجوائز
- 1998: حصلت خلال مهرجان الإذاعات العربية بالقاهرة على جائزة أحسن أداء صوتي في مسلسل «أمينة».
- 2012: وسام المكافأة الوطنية من درجة ضابط.

## وفاتها
توفيت مساء يوم السبت 5 أكتوبر 2024 بمدينة الدار البيضاء عن عمر يناهز 81 سنة.

## روابط خارجية
- نعيمة المشرقي على موقع IMDb (الإنجليزية)
- نعيمة المشرقي على موقع قاعدة بيانات الأفلام العربية
- نعيمة المشرقي على موقع ألو سيني (الفرنسية)
- نعيمة المشرقي على موقع قاعدة بيانات الفيلم (الإنجليزية)